# Tondöv Terror
Tondöv Terror var ett trallpunkband från Tibro, Västra Götalands län. De hann släppa två EP innan de upplöstes 1995.
Som många andra punkband tog Tondöv Terror starkt avstånd från rasism. Titeln på deras första, egenfinansierade EP "Sverige, Sverige, Missfosterland..", var en protest mot rasism i allmänhet, och den då populära Vikingrocken i synnerhet. Inför sin andra EP erhöll bandet ett mindre skivkontrakt av Birdnests underbolag Kamel Records. EP:n, döpt till "Nyheter Från TT.." innehåller sången Sverige, Sverige, Missfosterland, även den ett manifest mot rasism.

## Diskografi
- 1993? - Sverige, Sverige Missfosterland..

1. Tondöv Terror
2. Det Är Ni
3. Hals Och Handled
4. Misstankar
5. Avbön
6. Häxjakt
7. Vi Bits

- 1995 - Nyheter från TT...

1. Sverige, Sverige Missfosterland   - 2:13
2. Gränser   - 2:03
3. B Så Får Du C   - 2:39
4. Pang - Du Är Död   - 3:17
5. Gift   - 2:15
6. Augustiregn   - 3:25
7. När Sista Spärren Släpper   - 3:03

## Medlemmar
- Mikael "Nisse" Nilsson - gitarr, sång
- Christoffer "Boppe" Strålman - bas, sång
- Mattias "Martinsson" Martinsson - gitarr, stämsång
- Anders "Dala" Dahlqvist - trummor